# Chudaczewo
Chudaczewo [xudaˈt͡ʂɛvɔ] là một ngôi làng thuộc khu hành chính của Gmina Postomino, thuộc hạt Sławno, West Pomeranian Voivodeship, ở phía tây bắc Ba Lan. Nó nằm khoảng 5 kilômét (3 mi) phía tây nam Postomino, 13 km (8 mi) phía bắc Sławno và 180 km (112 mi) về phía đông bắc của thủ đô khu vực Szczecin.
Khu vực này là một phần của Đức trước năm 1945. Làng có dân số 240 người.